# ジョージ・ウィリス・リッチー
ジョージ・ウィリス・リッチー（George Willis Ritchey 、1864年12月31日 - 1945年11月4日）はアメリカ合衆国の光学者、望遠鏡製作者、天文学者。ジョージ・ヘールに協力し、ヤーキス天文台、ウィルソン山天文台の望遠鏡を製作し、リッチー・クレチアン型の反射望遠鏡を考案した。

## 生涯
オハイオ州のタッパーズ・プレーンに生まれた。3代続く家具職人の家に生まれた。1880年からシンシナティ大学で学び、天文学に興味を持ち、大学の天文台ために働いた。天文理論よりも実際の観測に興味をもち､観測設備の製作に強い興味をもった。1890年にジョージ・ヘールに出会い、1892年にヘールがシカゴ大学の新天文台の建設の責任者となると、リッチーも大学の職員となり、後にヤーキス天文台に設置された60cmの望遠鏡の主鏡やウィルソン山天文台の1.54mの望遠鏡や2.54mの反射望遠鏡の主鏡の製作に重要な役割を果たした。
またフランスのアンリ・クレチアンとともにリッチー・クレチアン型の反射望遠鏡と呼ばれる主鏡と副鏡の形状を高次非球面にして広い視野を得られる反射望遠鏡を考案した。1924年ジュール・ジャンサン賞受賞。